# Gramatikowo
Gramatikowo (bułg. Граматиково) – wieś w Bułgarii, w obwodzie Burgas, w gminie Małko Tyrnowo. W 2023 roku liczyła 284 mieszkańców.